# حوضه آبریز دریاچه‌های طشک–بختگان و مهارلو

موقعیت حوضه آبریز طشک–بختگان و مهارلو

حوضه آبریز دریاچه‌های طشک–بختگان و مهارلو با نام اختصاری مهارلو–بختگان یکی از حوضه‌های بستهٔ ایران است که در تقسیم‌بندی حوضه‌های آبریز ایران، حوضهٔ فرعی به شمار می‌رود و زیرمجموعهٔ حوضهٔ آبریز فلات مرکزی است. مساحت این حوضه، ۳۱٬۴۹۲ کیلومتر مربع است و شامل رودهایی است که به دریاچه طشک، دریاچه بختگان و دریاچه مهارلو منتهی می‌شوند.

## جغرافیا
حوضه مهارلو–بختگان تقریباً به طور کامل در استان فارس قرار دارد و بخش ناچیزی از آن، در محدودهٔ استان‌های اصفهان و کهگیلویه و بویراحمد است. شیب نسبی حوضه از شمال غرب به جنوب شرق است و رودها و مسیل‌های آن به دو چالهٔ اصلی منتهی می‌شوند. نخستین چاله، دریاچه‌های کم‌عمق بختگان و طشک در شرق حوضه هستند که به وسیلهٔ تنگه‌ای به هم مرتبط می‌شوند. مهم‌ترین منبع این دو دریاچه، رود کر است. چالهٔ دوم، دریاچهٔ مهارلو است که در جنوب حوضه و در نزدیکی شیراز قرار دارد و محل تخلیهٔ آب‌های سطحی و زیرزمینی زیرحوضهٔ خود است.

## زیرحوضه‌ها
برپایهٔ دستور العمل تقسیم‌بندی حوضه‌های ایران، حوضهٔ آبریز طشک، بختگان و مهارلو به زیرحوضه‌های زیر تقسیم می‌شود:
| کد  | نام اختصاری زیرحوضه | مساحت کیلومتر مربع | تعداد زیرحوضه‌ها |
| --- | ------------------- | ------------------ | --------------- |
| ۴۳۱ | طشک–بختگان          | ۲۷٬۲۲۰             | ۳               |
| ۴۳۲ | دریاچه مهارلو       | ۴٬۲۷۲              | ۴               |